# June Ward Gayle
June Ward Gayle (* 22. Februar 1865 in New Liberty, Owen County, Kentucky; † 5. August 1942 in Owenton, Kentucky) war ein US-amerikanischer Politiker. Zwischen 1900 und 1901 vertrat er den Bundesstaat Kentucky im US-Repräsentantenhaus.

## Werdegang
June Gayle besuchte das Concord College und das Georgetown College. Danach arbeitete er als stellvertretender Sheriff in seiner Heimat. Später wurde er zwischen 1892 und 1896 Sheriff im Owen County. Politisch schloss sich Gayle der Demokratischen Partei an, deren Staatsvorstand er in Kentucky angehörte. Im Jahr 1899 kandidierte er erfolglos für das Amt des Staatsrevisors (State Auditor). Inzwischen war er auch im Bankwesen und im Tabakgeschäft tätig.
Nach dem Tod des Abgeordneten Evan E. Settle wurde Gayle bei der fälligen Nachwahl für den siebten Sitz von Kentucky als dessen Nachfolger in das US-Repräsentantenhaus in Washington, D.C. gewählt, wo er am 15. Januar 1900 sein neues Mandat antrat. Bis zum 3. März 1901 beendete er die angebrochene Legislaturperiode seines Vorgängers im Kongress. Nach seinem Ausscheiden aus dem US-Repräsentantenhaus zog sich Evans aus der Politik zurück. In den folgenden Jahren widmete er sich wieder seinen früheren geschäftlichen Aktivitäten. Er starb am 5. August 1942 in Owenton und wurde in seinem Geburtsort New Liberty beigesetzt.